# Kwassa Films
 (mai 2022).
L'article doit être relu — et modifié si nécessaire — par des contributeurs indépendants pour apporter un regard critique aux contributions effectuées en violation des conditions d'utilisation de Wikipédia, tant sur la forme (notamment concernant le style encyclopédique, la proportionnalité) que sur le fond (la neutralité de point de vue, la qualité et l'indépendance des sources).
Kwassa Films est une société de production bruxelloise créée en 2013 par Annabella Nezri et Clément Manuel. Elle a pour vocation de valoriser les projets innovants, engagés et accessibles à une large audience. Elle désire ainsi contribuer à l’émergence de jeunes talents belges sur la scène internationale.
Kwassa Films a notamment coproduit les longs-métrages de fiction Jumbo de Zoé Wittock sélectionné aux festivals de Sundance et de la Berlinale (section Generation), Binti de Frederike Migom, sélectionné à Sundance, Si le vent tombe de Nora Martirosyan Label Festival de Cannes 2020 et Acid 2020, ainsi que L'Homme qui a vendu sa peau de Kaouther Ben Hania sélectionné à la Mostra de Venise 2020, Prix Lumière de la coproduction internationale, et nommé pour le meilleur Film étranger aux Oscars 2021.
SpaceBoy de Olivier Pairoux, sorti en octobre 2021 a gagné le prix de Meilleur Film au Festival de Molodist – section Teen Screen.
La Bague au doigt de Gerlando Infuso a remporté le Magritte du meilleur court-métrage d’animation en 2019.
Kwassa Films produit également la série Invisible (Unseen), qui a été diffusée à la rentrée 2020 sur proximus et RTBF et est vendue par  APC. 
Les documentaires produits par Kwassa Films se démarquent par leur angle décalé et instructif[non neutre] (J’adore les Belges, L’Odyssée de la sandale en plastique…) et par leur ambition[non neutre] (Les Routes de l'esclavage, #SalePute…). Le documentaire En bataille, portrait d'une directrice de prison » de Eve Duchemin a remporté le Magritte du meilleur documentaire en 2017.

## Filmographie
- 2021: L'Homme qui a vendu sa peau de Kaouther Ben Hania produit par Tanit Films et Cinetelefilms et en coproduction avec Kwassa Films, Laika Films et Twenty twenty vision
- 2021 : SpaceBoy de Olivier Pairoux coproduit par Bulletproof Cupid
- 2021 : L’Odyssée de la sandale en plastique de Florian Vallée (documentaire) coproduit par O2B Films
- 2021 : #SalePute de Florence Hainaut et Myriam Leroy (documentaire)
- 2021 : Pierre Cardin, la griffe de la modernité de Isabelle Szumny et Sophie Kurkdjian (documentaire) coproduit pas Films
- 2021 : Le divorce de mes marrants de Romy Trajman et Straumann-Levy Anais Straumann-Levy] (documentaire) coproduit par Panach Company] et Sunset Junction
- 2020 : Invisible (Unseen) écrit par Marie Enthoven, Bruno Roche et Nicolas Peufaillit, réalisé par Geoffrey Enthoven (série)
- 2020 : La Ressource humaine de Adriana Da Fonseca (court métrage)
- 2020 : Si le vent tombe de Nora Martirosyan, produit par Sister Productions et en coproduction avec Kwassa Films et Aneva Productions
- 2020 : Jumbo de Zoé Wittock coproduit par Insolence productions et Les films Fauves
- 2020 : Losers Revolution de Thomas Ancora
- 2019 : 24h Europe de Britt Beyer (de) et Vassili Silovic (documentaire) produit par Zéro One Film et coproduit avec Kwassa Films et Ideale Audience
- 2019 : Binti de Frederike Migom produit par Bulletproof Cupid et Family Affairs et coproduit par Kwassa Films
- 2018 : La bague au doigt de Gerlando Infuso (court métrage d’animation) coproduit par Pedri Animation
- 2018 : Les Routes de l'esclavage de Daniel Cattier, Juan Gelas et Fanny Glissant (série télévisée documentaire) produit par Compagnie des phares et balises et coproduit avec Kwassa Films et LX Filmes
- 2018 : Puzzle de Olivier Pairoux (court-métrage)
- 2018 : Drive me home (it) de Simone Cantania produit par Indyca et Inthefilm et coproduit par Kwassa Films
- 2017 : J’adore les belges de Gilles Dal et Marc Ball (documentaire) coproduit par O2B Films
- 2017 : Les dessins d’Yves Saint-Laurent de Loïc Prigent (documentaire) produit par Bangumi et Deralf et coproduit avec Kwassa Films et Entre chien et loup
- 2016 : Timgad de Fabrice Benchaouche produit par Alia Films et coproduit avec Kwassa Films, Neon Production, Milonga Production et BL Films
- 2016 : En bataille, portrait d'une directrice de prison de Eve Duchemin (documentaire) coproduit par Sister Productions
- 2015 : Face B de Leila Albayaty] (court-métrage) coproduit par Leila Albayaty et Dominique Balague